# Dong Jun
Dong Jun (Mandarin : 董军; pinyin: Dǒng Jūn; né en 1961) est un amiral chinois de la Marine de l'Armée populaire de libération (MAPL). Il a été commandant de la Marine de l'APL de septembre 2021 à décembre 2023. Le 29 décembre 2023, il a été nommé 14e ministre de la Défense nationale en succédant à Li Shangfu, démis de ses fonctions en octobre 2023. Dong est le premier ministre de la Défense issu de la marine.

## Biographie
En 1978, Dong fut admis à l'Académie navale de Dalian et entra au service de la MALP en 1979 après l'obtention de son diplôme. Il fut directeur du département de formation militaire du commandement de la MALP, chef d'état-major adjoint de la flotte de la mer du Nord et commandant de l'unité 92269.
Dong devint commandant adjoint de la flotte de la mer de l'Est en 2013, chef d'état-major adjoint de la MALP en décembre 2014, puis commandant adjoint du commandement du théâtre Sud en janvier 2017. En mars 2021, il devint commandant adjoint de la MALP , puis commandant en août 2021,. Il fut nommé commandant de la marine de l'APL en septembre 2021.
Il a été promu au grade de contre-amiral (shaojiang) en juillet 2012, de vice-amiral (zhongjiang) en juillet 2018 et d'amiral (shangjiang) en septembre 2021. Il est associé à l'Université nationale de technologie de la défense en tant que professeur adjoint depuis 2013,.

### Ministre de la défense
Le 29 décembre 2023, le Comité permanent de l'Assemblée nationale populaire a nommé Dong ministre de la Défense nationale. Il était le premier ministre de la Défense issu de la marine ; un observateur a qualifié cette nomination de « plus grande surprise de 2023 » pour l'APL. Selon le politologue Wen-Ti Sung, la sélection de Dong au poste de ministre de la Défense était peut-être le signe de purges en cours au sein de la Force des missiles de l'APL et du Département de développement des équipements de la Commission militaire centrale (CMC),. Contrairement à ses prédécesseurs, Dong n'est actuellement pas membre de la CMC et ne dispose donc pas de pouvoir décisionnel au sein de l'APL.

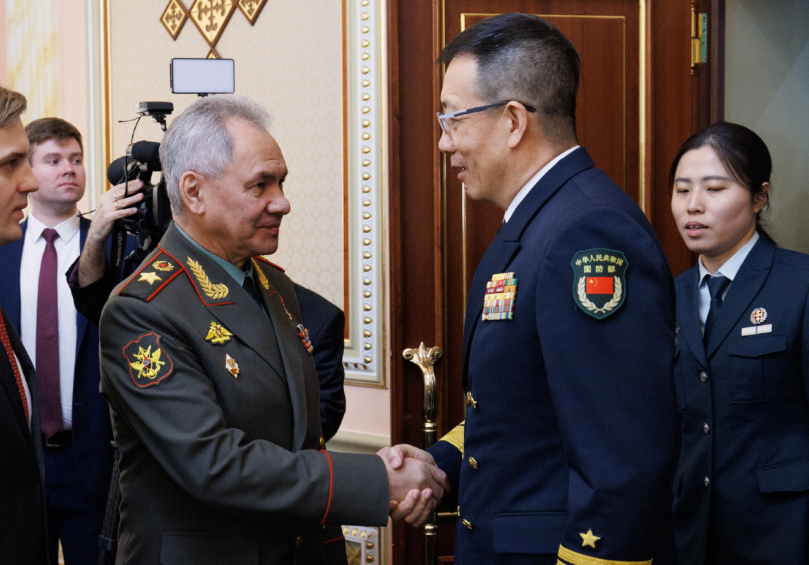
Rencontre entre Sergueï Choïgou et Dong Jun (2024)

Le 31 janvier 2024, Dong a rencontré le ministre russe de la Défense, Sergueï Choïgou, par téléconférence, sa première rencontre internationale. Au cours de la réunion, Dong a déclaré que les armées de la Russie et de la Chine devraient renforcer la confiance mutuelle et élargir la coopération pour « élever les relations entre les deux armées à un niveau supérieur. » Selon la transcription de la réunion publiée par le ministère russe de la Défense, Dong a déclaré que la Chine continuerait à soutenir la Russie sur la « question ukrainienne », et malgré la pression des États-Unis et de l'Union européenne, « la Chine n'abandonnera pas ses politiques établies et le monde extérieur n'interférera pas avec la coopération normale entre la Chine et la Russie. » Interrogé sur les déclarations de Dong lors d'un point de presse, le porte-parole du ministère chinois des Affaires étrangères, Wang Wenbin, a déclaré que la position de la Chine restait inchangée et ne fournissait aucune aide militaire à l'une ou l'autre des parties au conflit,. Le 11 avril, il a rencontré son homologue vietnamien Phan Văn Giang dans la province de Lào Cai près de la frontière sino-vietnamienne et les deux ministres ont signé un protocole d'accord pour établir une ligne d'assistance téléphonique d'urgence entre les armées chinoise et vietnamienne. Le 27 avril, il a participé à la réunion des ministres de la Défense de l'Organisation de coopération de Shanghai à Almaty, au Kazakhstan, où il a rencontré les ministres de la Défense du Pakistan, de l'Iran, de la Russie, du Kirghizistan et de la Biélorussie, et a eu des entretiens séparés avec les ministres de la Défense de l'Ouzbékistan et du Tadjikistan. Avant la réunion des ministres de la Défense, le 26 avril, il a rencontré des politiciens kazakhs de haut rang, dont le président du Kazakhstan Kassym-Jomart Tokayev.

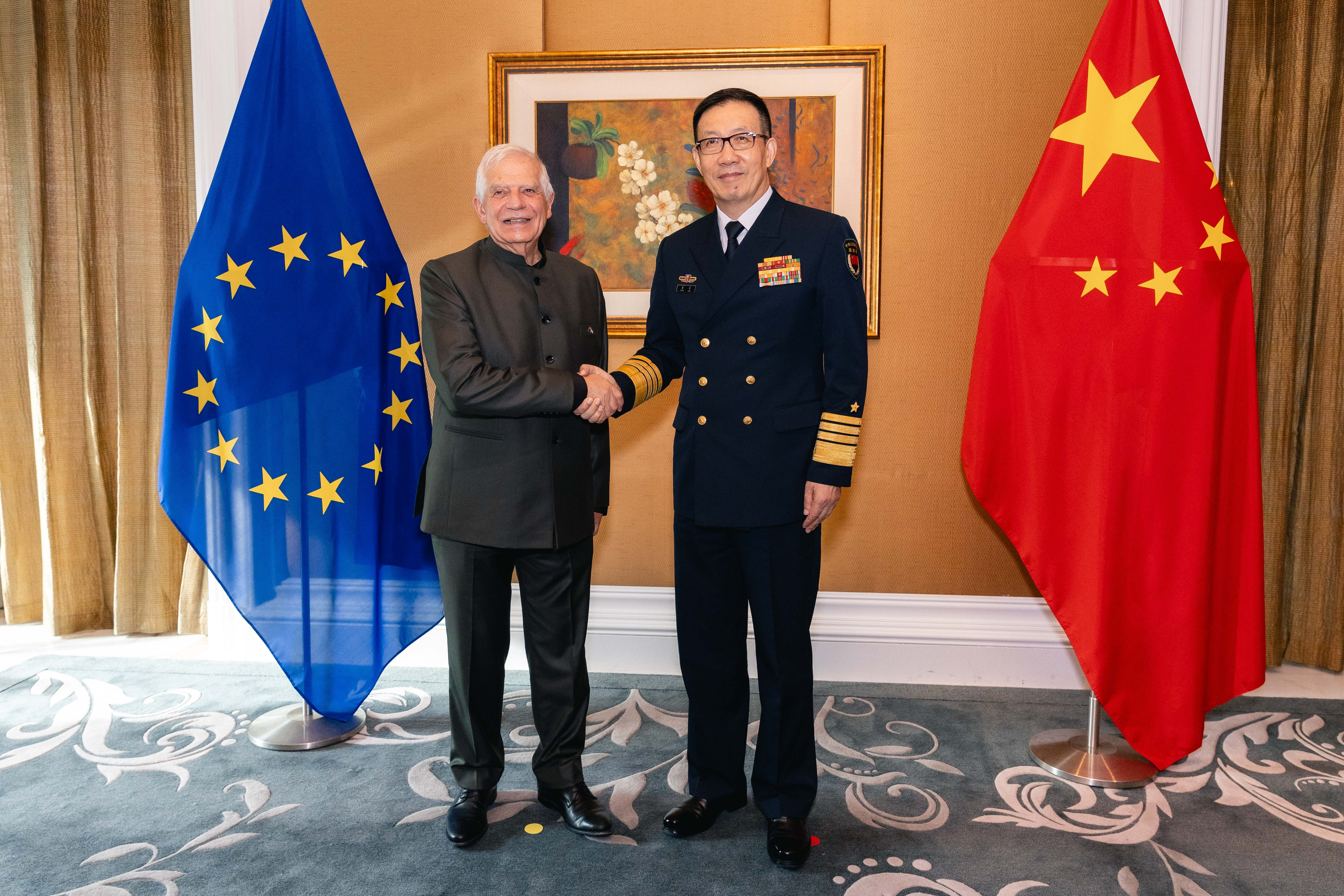
Rencontre de Josep Borrell avec l'amiral Dong Jun (2024)

Le 31 mai 2024, Dong a participé au Dialogue Shangri-La 2024 à Singapour, où il a rencontré le secrétaire américain à la Défense, Lloyd Austin. Lors de cette rencontre, la première d'Austin avec un homologue chinois, les deux hommes ont convenu de reprendre les échanges militaires entre les deux pays. Parallèlement, Austin a évoqué les exercices militaires chinois près de Taïwan et le soutien de la Chine à l'industrie militaire russe lors de l'invasion russe de l'Ukraine. Le 2 juin, lors d'un discours prononcé lors du forum, Dong a déclaré que la Chine restait attachée à une « réunification pacifique » avec Taïwan, mais que « cette perspective était de plus en plus compromise par les séparatistes indépendantistes de Taïwan et les forces étrangères ». Il a également affirmé que la Chine « prendrait des mesures résolues pour freiner l'indépendance de Taïwan et s'assurer qu'un tel complot ne réussisse jamais ». Il a également mis en garde contre les ventes d'armes américaines à Taïwan, affirmant que « ce type de comportement envoie de très mauvais signaux aux forces indépendantistes de Taïwan et les rend très agressives ». Concernant les affrontements en cours entre les garde-côtes chinois et les bateaux de pêche philippins près des récifs contestés en mer de Chine méridionale, Dong a déclaré que « la Chine a fait preuve de suffisamment de retenue face aux violations des droits et aux provocations », mais a averti qu'il y avait des « limites à cela »,.
Le 14 octobre 2024, Dong a rencontré le ministre russe de la Défense, Andreï Belousov, à Pékin. Ils ont appelé les deux parties à « approfondir la collaboration stratégique » et à « faire progresser continuellement leurs relations militaires ».
Le 20 novembre 2024, Dong a tenu des entretiens de haut niveau avec son homologue indien, Rajnath Singh, en marge de la 11e réunion élargie des ministres de la Défense de l'ASEAN à Vientiane, au Laos. Cette rencontre entre les deux ministres de la Défense est intervenue après que les armées indienne et chinoise ont achevé le désengagement de leurs troupes aux points de friction de la ligne de contrôle effectif entre les deux pays. Au cours de la réunion, Singh a appelé à réfléchir aux « leçons tirées des affrontements frontaliers de 2020, à prendre des mesures pour empêcher que de tels événements ne se reproduisent et à préserver la paix et la tranquillité le long de la frontière entre l'Inde et la Chine ».

### Accusations de corruption
Fin novembre 2024, d'anciens et actuels responsables américains qui ont parlé au Financial Times ont déclaré que Dong faisait l'objet d'une enquête en raison de soupçons de corruption. Lors d'une enquête sur Dong lors de la conférence de presse du ministère chinois des Affaires étrangères le 27 novembre, le porte-parole du ministère des Affaires étrangères Mao Ning a qualifié les rapports concernant l'enquête sur Dong de « sans fondement » et de « chasse à l'ombre », tandis que le porte-parole du ministère de la Défense nationale Wu Qian a qualifié les rapports de « pures fabrications » lors d'un point de presse et a en outre déclaré que « les colporteurs de rumeurs sont mal intentionnés » et que « la Chine exprime son profond mécontentement face à un tel comportement calomnieux »,. En avril 2025, le Financial Times a rapporté que Dong avait fait l'objet d'une enquête initiale mais que son cas semblait avoir été classé sans suite.